# Justyna Bojczuk
Justyna Bojczuk (ur. 21 sierpnia 1995 w Warszawie) – polska aktorka dubbingowa i filmowa.
W 2007 występowała w Teatrze Muzycznym „Roma” w spektaklu Akademia pana Kleksa. Absolwentka 21. Społecznego Liceum Ogólnokształcącego im. Jerzego Grotowskiego w Warszawie. Zagrała także w teledysku Bezpieczna droga z radami SpongeBoba. W 2014 roku brała udział w programie muzycznym The Voice of Poland – odpadła w „przesłuchaniach w ciemno”.
W 2014 roku wcieliła się w postać Matyldy w kilkunastu odcinkach serialu Disney Channel Violetta.

## Filmografia
- 2011: Układ warszawski – Alicja Kramer (gościnnie)
- 2011: Prosto w serce – dziewczyna (odc. 113, 125)
- 2011–2012: Barwy szczęścia – Żaneta Mikiciuk
- 2011–2012: Do dzwonka – Beatka
- 2011: Na dobre i na złe – Pola (gościnnie) (odc. 442 – Nowe fakty)
- 2012–2013: Do dzwonka Cafe – Beatka
- 2014: Lekarze – Aśka (odc. 55)
- 2014: Kamienie na szaniec jako dziewczyna żandarma
- 2016: Powiedz tak! jako dziewczyna

## Spektakle muzyczne
- Akademia pana Kleksa
- Aladyn JR
- Mikołajek i inne chłopaki
- Piloci

## Polski dubbing
- 1992: Barney i przyjaciele
  - Angela (odc. 138)
  - Whitney (odc. 142-143, 145-146)
- 1996–2004: Hej Arnold! – Sheena
- 1998–2001: Dzika rodzinka – Ling (odc. 65)
- 1999: Johnny Tsunami – Emily
- 1999–2004: SpongeBob Kanciastoporty – Wykonanie piosenki (czołówka)
- 2004–2007: Nieidealna – Katina Parker
- 2004–2008: Drake i Josh – Megan Parker
- 2005: Pieskie życie – Emily Watson
- 2005: Drake i Josh jadą do Hollywood – Megan Parker
- 2005–2008: Nie ma to jak hotel –
  - Max,
  - Holly
- 2005–2008: Awatar: Legenda Aanga – Toph
- 2006: Złota Rączka – Zuzanna (odc. 7b, 36a)
- 2006: Wyspa dinozaura – Dyzio
- 2006: Pinky Dinky Doo – Delfina (53-104)
- 2006: Szczypta magii
- 2007: Czarodzieje z Waverly Place – Chelsea (odc. 35)
- 2007: Fineasz i Ferb – Izabela Garcia-Shapiro
- 2007: Co gryzie Jimmy’ego?
- 2007: Mój przyjaciel lis – Dziewczynka
- 2007: Moi przyjaciele – Tygrys i Kubuś – Tosia
- 2007: Na fali – Kate
- 2007–2008: Animalia – Zoe
- 2007–2012: iCarly –
  - Carly Shay,
  - Wykonanie piosenki
- 2008: Dzwoneczek – (chórek)
- 2008: Fallout 3 – Amata
- 2008: Madagaskar 2 – Mała Gloria
- 2008: Opowieści z Narnii: Książę Kaspian
- 2008: Stacyjkowo – Zosia
- 2008: Wspaniałe zwierzaki – Linny
- 2008: Milly i Molly – Milly
- 2008: Słoneczna Sonny – Zora Lancaster
- 2008: Piorun – Penny
- 2008: Niezwykła piątka na tropie – Gwen
- 2008: Wyspa Nim – Nim Rusoe
- 2008: Śladem Blue
- 2008–2009: Tajemniczy Sobotowie – Wadi (odc. 11, 19)
- 2008–2009: Rahan: Syn czasów mroku
- 2009: Zafalowani – Sam
- 2009: Zeke i Luther – II seria – Ginger
- 2009: Czarodziejka Lili: Smok i magiczna księga
- 2009: Opowieść wigilijna
- 2009: Małe królestwo Bena i Holly
- 2009: Schłodzony jubileusz – Wykonanie piosenki
- 2009: Koralina i tajemnicze drzwi
- 2009: Zgaduj z Jessem
- 2010: Megamocny
- 2010: Tomek i przyjaciele – Rózia / Wnuczka Grubego Zawiadowcy
- 2010: God of War III – Pandora
- 2010: Żółwik Sammy – Karola
- 2010: Nasza niania jest agentem – Farren
- 2010: Jak ukraść księżyc – Margo
- 2010: Ostatni władca wiatru – Katara
- 2010: Karate Kid – Mei
- 2010–2011: Przyjaciele z Kieszonkowa – Flo
- 2010–2011: Pokémon Czerń i Biel – Iris
- 2011: Hop
- 2011: Harry Potter i Insygnia Śmierci, Część 2 – młoda Petunia Evans
- 2011: Rango – Priscilla
- 2011: Cziłała z Beverly Hills 2 – Pep
- 2011: Tess kontra chłopaki – Tess
- 2011: My Little Pony: Przyjaźń to magia – Sweetie Belle
- 2011: Taniec rządzi – Savannah
- 2011: The Elder Scrolls V: Skyrim – Braith/różne głosy
- 2011: Wiedźmin 2: Zabójcy królów – postacie poboczne
- od 2011: Nadzdolni – Oliwka Doyle
- 2011: Jessie – przerażająca Connie Thopmson (odc. 7, 23)
- 2012: Iron Man: Armored Adventures – Pepper Potts
- 2012: Merida Waleczna – Księżniczka Mérida (śpiew)
- 2012: Barbie Life in the Dreamhouse – Skipper
- 2012: Sadie J – Sadie
- 2013: Violetta – Ludmiła Ferro
- 2014: Ever After High – Apple White
- 2015: Max & Shred – Abigail „Abby” Ackerman
- 2015-2016: Heidi - Klara
- 2018: Prawo Milo Murphy’ego – Izabela Garcia-Shapiro
- 2020: Fineasz i Ferb: Fretka kontra Wszechświat – Izabela Garcia-Shapiro
- 2021: Nic strasznego – Madison[5]